# Van Andel Arena
La Van Andel Arena è un'arena coperta situata a Grand Rapids, Michigan. Ospita le partite dei Grand Rapids Griffins, squadra della AHL e de Grand Rapids Rampage, squadra che milita nella Arena Football League. In passato ospitava anche la squadra di pallacanestro, ora scomparsa, dei Grand Rapids Hoops della CBA.
Si tratta della quinta più grande arena del Michigan, e la più grande del Michigan occidentale. Solo il Palace of Auburn Hills, la Joe Louis Arena, entrambe nell'area metropolitana di Detroit, il Jack Breslin Student Events Center di East Lansing, e il Crisler Center di Ann Arbor la superano per capienza.
Tra i più importanti eventi tenuti all'arena c'è la tappa della campagna elettorale di Barack Obama il 14 maggio 2008, durante la quale John Edwards annunciò il suo appoggio alla campagna di Obama.

## Concerti e altri eventi
Nel corso degli anni si sono esibiti qui Paul McCartney, Phil Collins, i Boyz II Men, Shania Twain, Britney Spears, Janet Jackson, Bruce Springsteen, gli Aerosmith, Ariana Grande, Elton John, Lady Gaga, Demi Lovato, Roger Waters, The Who, i Kiss, i Rush, Marilyn Manson, Kenny Chesney, Pepe Aguilar, i OneRepublic, e vi si sono tenute esibizioni degli Harlem Globetrotters, WWE e Disney on Ice.